# Waizenbach
Der Waizenbach ist ein gut 7 km langer rechter und nördlicher Zufluss der Fränkischen Saale in Unterfranken.

## Geographie

### Verlauf

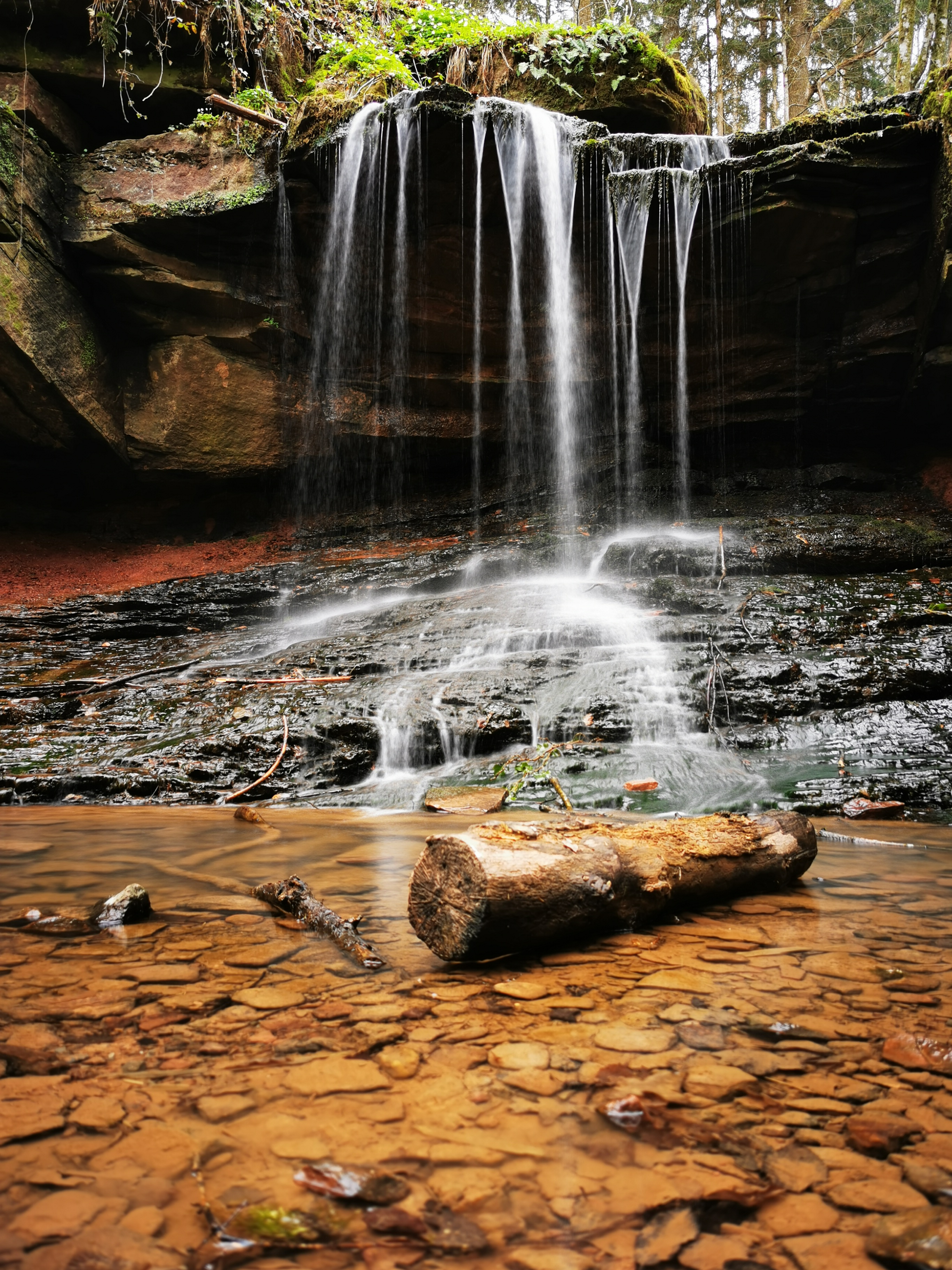
Der Tretsteinwasserfall in einem Seitental des Waizenbaches

Der Waizenbach entsteht aus mehreren Quellbächen bei Wartmannsroth. Er fließt, begleitet von der Staatsstraße 2302, nach Süden, am Ort Waizenbach vorbei und knickt in südwestliche Richtung ab. Danach erreicht der Waizenbach ein Waldgebiet, wo er den Eidenbach aufnimmt, der etwa 450 m zuvor den Tretstein-Wasserfall herabstürzt. Vorbei an der Seemühle unterquert der Waizenbach die Kreisstraße MSP 17 sowie die Gleise der Saaletalbahn und mündet auf dem Gemeindegebiet von Gräfendorf, gegenüber von Hurzfurt, in die Fränkische Saale.

### Zuflüsse
- Klingengrund (links)
- Neuwiesgraben (rechts)
- Eidenbach (rechts)

### Fließgewässer im Flusssystem Fränkische Saale
- Liste der Fließgewässer im Flusssystem Fränkische Saale

### Orte
Der Waizenbach fließt durch die folgenden Orte:
- Wartmannsroth
- Wartmannsroth-Waizenbach
- Gräfendorf